# Anicla ignicans
Anicla ignicans là một loài bướm đêm trong họ Noctuidae.